# Джої
Джої (італ. Gioi) — муніципалітет в Італії, у регіоні Кампанія, провінція Салерно.
Джої розташоване на відстані близько 300 км на південний схід від Рима, 105 км на південний схід від Неаполя, 60 км на південний схід від Салерно.
Населення — 1298 осіб (2014).
Щорічний фестиваль відбувається 19 серпня. Покровитель — святий Миколай.

## Демографія
Населення за роками:

Станом на 1 січня 2023 року в муніципалітеті офіційно проживало 36 іноземців з 10 країн, серед них 21 громадянин країн Євросоюзу та 8 громадян України.

## Сусідні муніципалітети
- Кампора
- Моїо-делла-Чивітелла
- Оррія
- Саленто
- Стіо
- Валло-делла-Луканія